# Otto Zykan
Otto Zykan (* 12. August 1902 in Wien; † 13. Januar 1989 ebenda) war ein österreichischer Komponist, klassischer Gitarrist und Gitarrenlehrer. Er war der Vater des österreichischen Komponisten Otto M. Zykan.
Otto Zykan studierte ab 1921 am Neuen Wiener Konservatorium Gitarre und  bei Joseph Marx an der damaligen Staatsakademie für Musik und darstellende Kunst in Wien (heute Universität) Komposition. Dort erwarb er sich 1935 sein Diplom. Von 1937 bis 1944 wirkte er als Gitarrist am Burgtheater. Von 1945 bis 1967 lehrte er an den Musiklehranstalten der Stadt Wien, ab 1962 als Professor, Gitarre.
Zykan schrieb Lehrwerke für Gitarre. Er war auch kompositorisch tätig. Er war Gründungsmitglied des Bundes der Gitarristen Österreichs. Dort übte er lange die Funktionen des Schriftführers, Vorstandes und Chorleiters aus. In den Nachrichten dieses Bundes der Gitarristen schrieb er zahlreiche Fachbeiträge. Zykan ist damit einer der wichtigsten Chronisten in Österreich auf dem Gebiet der klassischen Konzertgitarre. Bei einem Konzert von Andrés Segovia 1924 in Wien hatte Zykan den entscheidenden Impuls für seine berufliche Laufbahn erhalten. Zahlreiche Kompositionen Zykans für Gitarre solo und in Verbindung mit anderen Instrumenten sowie Musik für Gesang, Klavier, Orgel Bläser wurden aufgeführt, blieben aber unveröffentlicht. Er wurde am Neustifter Friedhof bestattet.